# Стратегија у реалном времену
Стратегија у реалном времену (енгл. Real-time strategy (RTS)) је жанр ратних рачунарских игара, чије одвијање није условљено потезима као код потезних стратегија.
Сам жанр је доживео процват, у погледу популарности, у другој половини деведесетих, док је већ током следеће деценије интересовање за игре овог типа опало, уз пар изузетака (нпр. StarCraft).
У стратегијама у реалном времену, циљ играча је да маневрише својим јединицама и структурама како би осигурао што веће површине мапе и/или уништио противникове јединице. У типичним стратегијама у реалном времену је могуће креирати додатне јединице и структуре. Изградња нових структура и јединица је ограничена потребом прикупљања ресурса. Ресурси се прикупљају контролисањем специјалних тачака на мапи и/или поседовањем одређених јединица и грађевинама чија је сврха скупљање ресурса. Типична игра овог жанра подразумева прикупљање реусрса, изградњу базе, развој технологија и контролу јединица.
Термин стратегија у реалном времену први је сковао продуцент Брет Спери, употребивши га да опише своју нову игру Dune II.

## Историја
Скоро до почетка деведесетих година, стратегије су биле потезне, док су се акционе игре одвијале у реалном времену. Устаљена мишљења о неспојивости ова два жанра, заснивала су се у коренима ова два жанра, где су стратегије потицале из сложених ратних друштвених игара, док су акционе игре, које су се развиле из аркадних машина, биле  доста простије. Са друге стране, ограничена снага процесора и недостатак управљачких уређаја, допринели су томе да прве стратешке игре на рачунарима и конзолама буду потезне стратегије, што је временом престало да буде проблем, како су излазили све јачи рачунари, а и миш је временом постао стандард, што је умногоме олакшало контролисање више јединица у играма.
По неким мишљењима, прва игра која је искомбиновала ова два жанра била је игра Дена Деглоуа Utopia из 1981. године, за Intelivision конзолу, мада је и даље била у питању игра на потезе. У самој игри две острвске нације боре се међусобно, али осим уништења противника, играч је морао да води рачуна и о свом острву и његовом напретку (изградња грађевина, развитак производње, војска, шпијуни, пирати...).
Ускоро су дошле и следеће игре које су комбиновале ова два жанра, од којих се истичe Cytron Masters (1982). Концепт ове игре подсећа на ране прототипе стратегија у реалном времену, са 5 класа јединица, које служе са напад, одбрану и комуникацију, са центрима за енергију, која је служила као једини ресурс и помоћу које се могу правити нове јединице. Ратне игре Stonkers (1983), за ZX Sprectrum и Legionnaire (1982), више су окренуте акцији.